# Bandera del orgullo bisexual
La bandera del orgullo bisexual fue diseñada por Michael Page para representar a la comunidad bisexual. Apareció por primera vez durante el primer aniversario de “BiCafe” el 5 de noviembre de 1998.

## Historia de la bandera

Los triángulos sobrepuestos

Michael Page quiso darle a la comunidad bisexual su propio símbolo, de igual manera que la bandera del arcoíris servía de símbolo a toda la comunidad homosexual, para aumentar la visibilidad de la comunidad bisexual dentro de las comunidades homosexual y heterosexual.
Los otros símbolos que se usaban en el momento, como los triángulos rosado y azul sobrepuestos, no servían como bandera o bien eran marcas registradas.

## Diseño de la bandera
Está conformada por tres franjas horizontales, dos franjas de dos quintos de la vaina en los bordes superior e inferior y una de un quinto de vaina en la parte central.
La relación de aspecto no es fija, aunque generalmente se usa 3:2 o 5:3.

### Colores
- Franja magenta: Representa la atracción hacia tu mismo género.[3]
- Franja azul: Representa la atracción hacia el género opuesto.[3]
- Franja lavanda: Representa a la bisexualidad en general.[3]

| Sistema de color | Magenta     | Magenta      | Lavanda    | Lavanda | Azul | Azul |
| ---------------- | ----------- | ------------ | ---------- | ------- | ---- | ---- |
| RAL              |             | 4010         |            | 4008    |      | 5002 |
| CMYK             | 0.100.47.18 | 51.79.0.0    | 100.75.0.0 |         |      |      |
| Pantone          | 226         | 258          | 286        |         |      |      |
| HTML             | #D0006F     | #8C4799      | #0033A0    |         |      |      |
| RGB              | 208, 0, 111 | 140, 71, 153 | 0, 51, 160 |         |      |      |